# Prima Divisione Venezia Tridentina 1941-1942
La Prima Divisione fu il massimo campionato regionale di calcio disputato in Italia nella stagione 1941-1942.
La Prima Divisione fu organizzata e gestita dai Direttori Regionali di Zona.
Il campionato giocato nella regione Venezia Tridentina, fu organizzato e gestito dal Direttorio IV Zona (Venezia Tridentina).

## Girone unico

### Squadre partecipanti
| Squadra                           | Città (provincia)   | Stagione precedente |
| --------------------------------- | ------------------- | ------------------- |
| S.S. Benacense                    | Riva del Garda (TN) |                     |
| A.C. Bressanone                   | Bressanone          |                     |
| D.A. Lancia                       | Bolzano             |                     |
| S.S. Olivo                        | Arco (TN)           |                     |
| U.S. Rovereto                     | Rovereto (TN)       |                     |
| A.C. Trento-Caproni (B = riserve) | Trento              |                     |

### Classifica finale
|  | Pos. | Squadra          | Pt | G  | V | N | P | GF | GS | QR   |
|  | ---- | ---------------- | -- | -- | - | - | - | -- | -- | ---- |
|  | 1.   | Trento-Caproni B | 15 | 10 | . | . | . | .  | .  | ???? |
|  | 2.   | Lancia           | 15 | 10 | . | . | . | .  | .  | ???? |
|  | 3.   | Rovereto         | 9  | 10 | . | . | . | .  | .  | ???? |
|  | 4.   | Bressanone       | 9  | 10 | . | . | . | .  | .  | ???? |
|  | 5.   | Benacense        | 7  | 10 | . | . | . | .  | .  | ???? |
|  | 6.   | Olivo            | 7  | 10 | . | . | . | .  | .  | ???? |

Legenda:
      Campione tridentino di Prima Divisione.
Regolamento:
Due punti a vittoria, uno a pareggio, zero a sconfitta.
In caso di pari merito in qualsiasi posizione della classifica, le squadre sono classificate grazie al miglior quoziente reti (QR).
Note:
Il Lancia è promosso in Serie C, ma rinuncia.